# Heaven Isn't Gold
Heaven Isn't Gold è il secondo album dei 2Hurt pubblicato il 25 aprile 2012.

## Descrizione
Il disco ha sonorità miste tra rock psichedelico, folk e blues.

## Tracce
1. Listen to the Wind – 2:08
2. Barbed Wire Dreams – 4:59
3. Medicine Man – 5:57
4. Lawless – 2:06
5. Leave This Town – 3:40
6. Help Me on the Run – 4:38
7. It's Midnight – 2:44
8. Throwing My Dog a Bone – 5:50
9. Beautiful Loser – 4:41
10. Lost Soul Train – 5:49
11. Where Angels Fall – 3:35